# Efraïm de Cària
Efraïm (Ephraem o Ephrem, Ἐφραὴμ) fou un monjo natural de Cària d'època desconeguda que va escriure un himne grec de pregàries esmentat per Rineu (Dissert. Prelim. de Acoluthiis Officii Graeci, p. LXVIII. A l'Acta Sanctorum Junii, vol. II).